# 124075 Ketelsen
124075 Ketelsen è un asteroide della fascia principale. Scoperto nel 2001, presenta un'orbita caratterizzata da un semiasse maggiore pari a 3,0634653 UA e da un'eccentricità di 0,1406057, inclinata di 0,48106° rispetto all'eclittica.